# Puellemontier
Puellemontier ist eine Ortschaft und eine ehemalige französische Gemeinde mit 191 Einwohnern (Stand: 1. Januar 2022) im Département Haute-Marne in der Region Grand Est.
Mit Wirkung vom 1. Januar 2016 wurden die bisherigen Gemeinden Puellemontier, Droyes, Longeville-sur-la-Laines und Louze zu einer Commune nouvelle mit dem Namen Rives Dervoises zusammengeschlossen und verfügen in der neuen Gemeinde über den Status einer Commune déléguée. Der Verwaltungssitz befindet sich im Ort Puellemontier.

## Lage
Puellemontier liegt an der Voire, etwa sieben Kilometer südlich des grüßten französischen Stausees Lac du Der-Chantecoq. Nachbarorte von Puellemontier sind Lentilles im Westen, Bailly-le-Franc im Nordwesten, Droyes im Norden, Montier-en-Der im Nordosten, Ceffonds im Osten und Longeville-sur-la-Laines im Süden.

## Bevölkerungsentwicklung
| Jahr      | 1962 | 1968 | 1975 | 1982 | 1990 | 1999 | 2008 | 2015 |
| --------- | ---- | ---- | ---- | ---- | ---- | ---- | ---- | ---- |
| Einwohner | 259  | 213  | 192  | 187  | 185  | 172  | 197  | 212  |

## Sehenswürdigkeiten
- „Croix de Cimetière“, Flurkreuzam Friedhof mit einer Marienstatue, Monument historique seit 1909
- Kirche Notre-Dame-en-sa-Nativité, Monument historique seit 1992

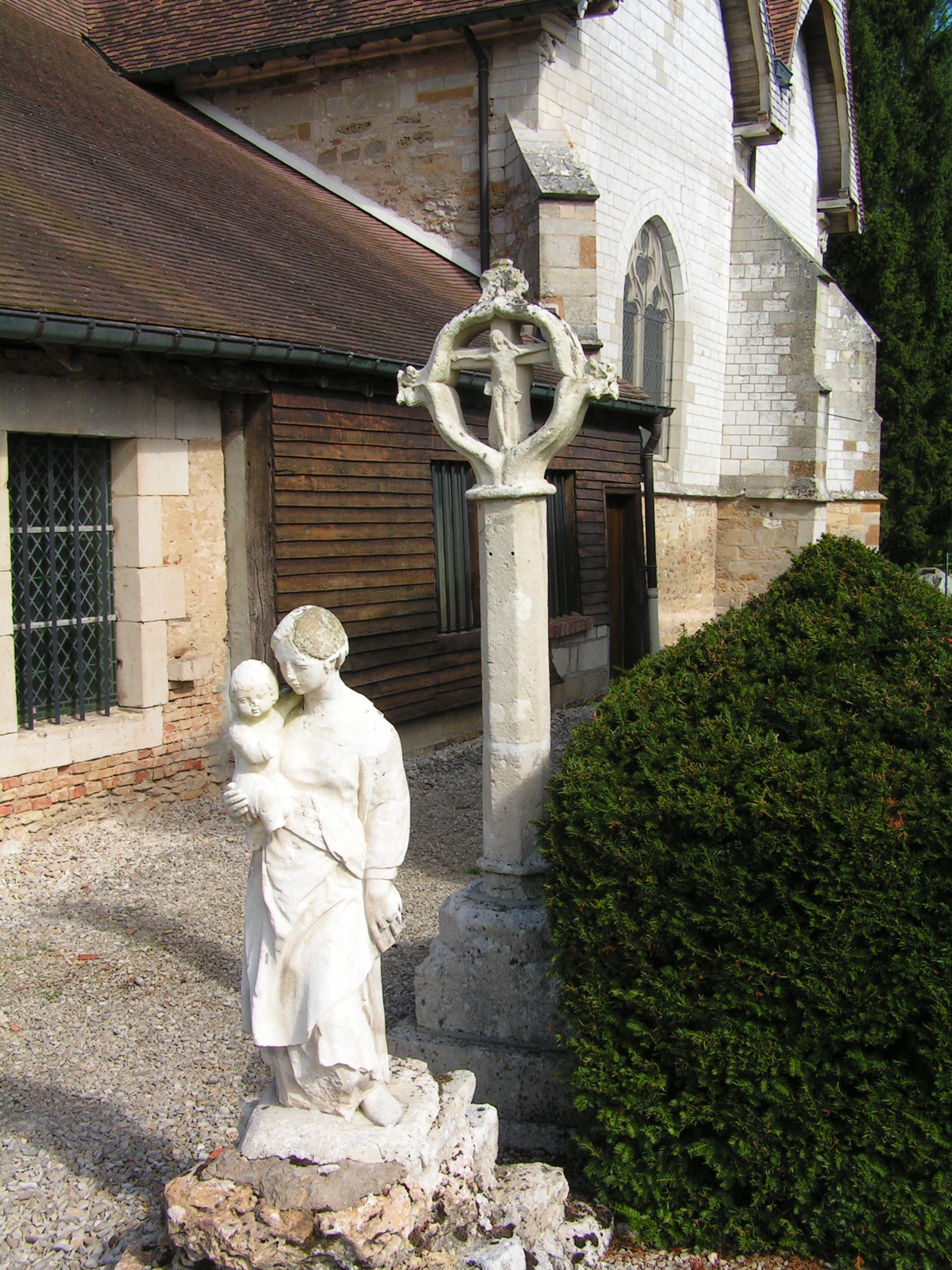
„Croix de Cimetière“
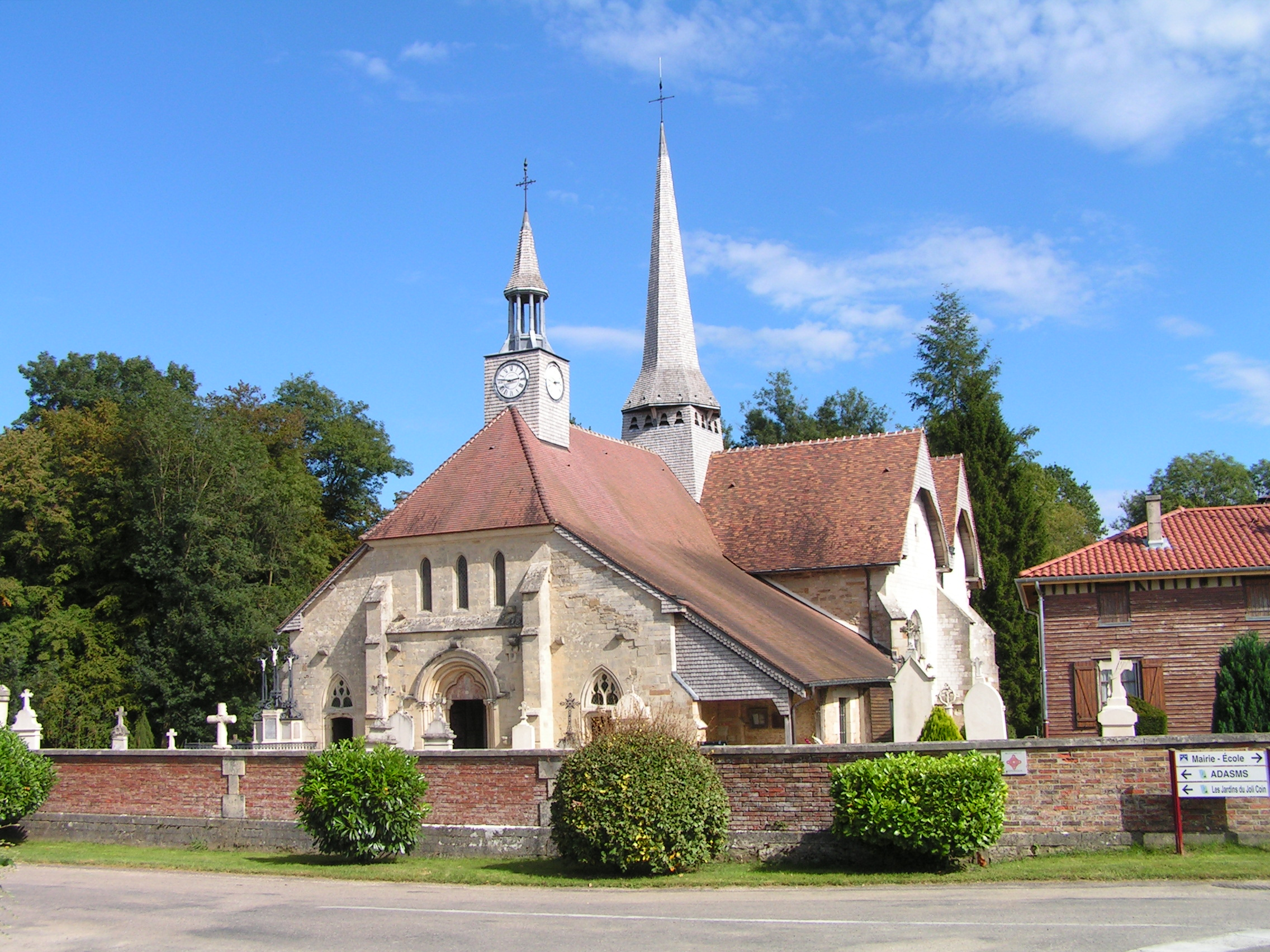
Kirche Notre-Dame-en-sa-Nativité
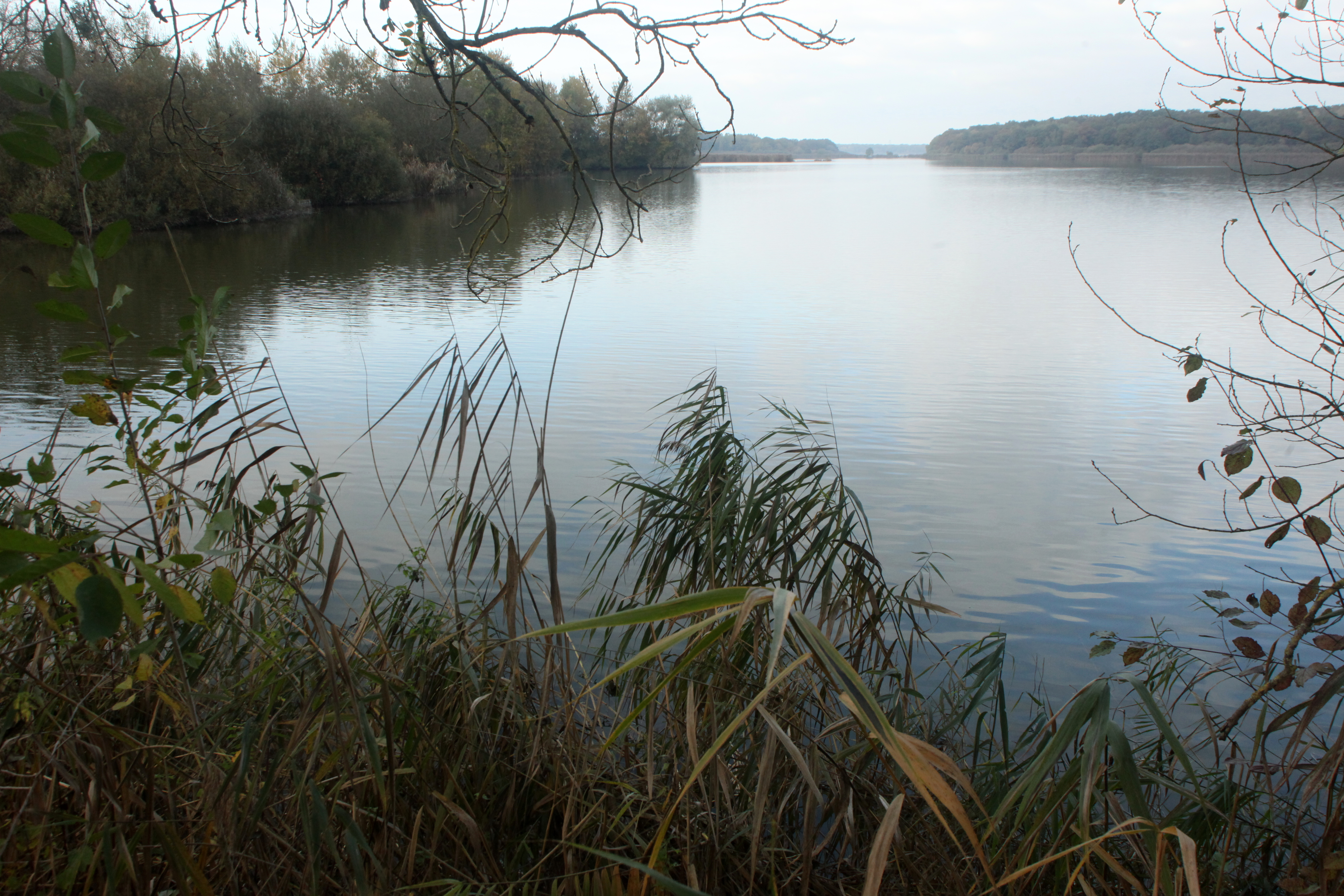
Der See Étang de la Horre, umgeben von einem Naturschutzgebiet, befindet sich westlich von Puellemontier